# 崔廷槐
崔廷槐（1499年—1560年），字公桃，號樓溪，山東萊州府平度州人，明朝政治人物。

## 生平
崔廷槐是嘉靖元年（1522年）舉人，嘉靖五年（1526年）成進士，任山西陽曲知縣，因為忤逆上級遭誣陷笞死生員，被貶為神木典史，又改任束鹿知縣。滹沱河決堤，大水直逼城堤，幾乎崩潰，他率領眾人冒雨堵塞，經數日數夜開渠洩流除去水害，蝗災又時親自捕蝗祭河禱神，文章為時傳頌；改任四川提學道僉事，轉水利驛傳道，歷任皆有名聲。他的學問深厚，所著《樓溪集》由知州華亭周思兼作序。
子崔桓，嘉靖四十年辛酉科解元。

## 引用
1. 1 2  道光《平度州志·卷十八·列傳四》：崔廷槐 廷槐字公桃，少頴敏勵學善屬文，舉嘉靖丙戌進士，山西陽曲縣知縣，以忤上游貶陝西神木縣典史，遷直隸束鹿縣知縣。滹沱河決，水逼城堤且潰，人情洶洶，廷槐率眾冒雨杜塞，數厯晝夜城得不壞，復開渠洩其流水害，以己捕蝗祭河禱神，文為時傳頌。累遷四川提學按察司僉事，弁厯水利驛傳，諸任有正直聲，尤長於學問，所著《樓溪集》知州華亭周思兼為之序。
2. ↑  道光《平度州志·卷五·選舉》：嘉靖 壬午科（舉人） 崔廷槐 見進士
3. ↑  《明世宗肅皇帝實錄·卷一百二十九》：（嘉靖十年八月己亥）初山西陽曲知縣崔廷槐者淫刑傷人甚多，笞死生員劉鏜父……至是以聞，詔廷槐降雜職邊方……